# Onze-Lieve-Vrouw Ter Postbergkapel
De Onze-Lieve-Vrouw Ter Postberg kapel, toegewijd aan de Maagd der Armen, is een portiekkapel gelegen op de hoek van de Brusselstraat en de Postberg in Sint-Martens-Lennik, een deelgemeente van de Vlaams-Brabantse gemeente Lennik. 

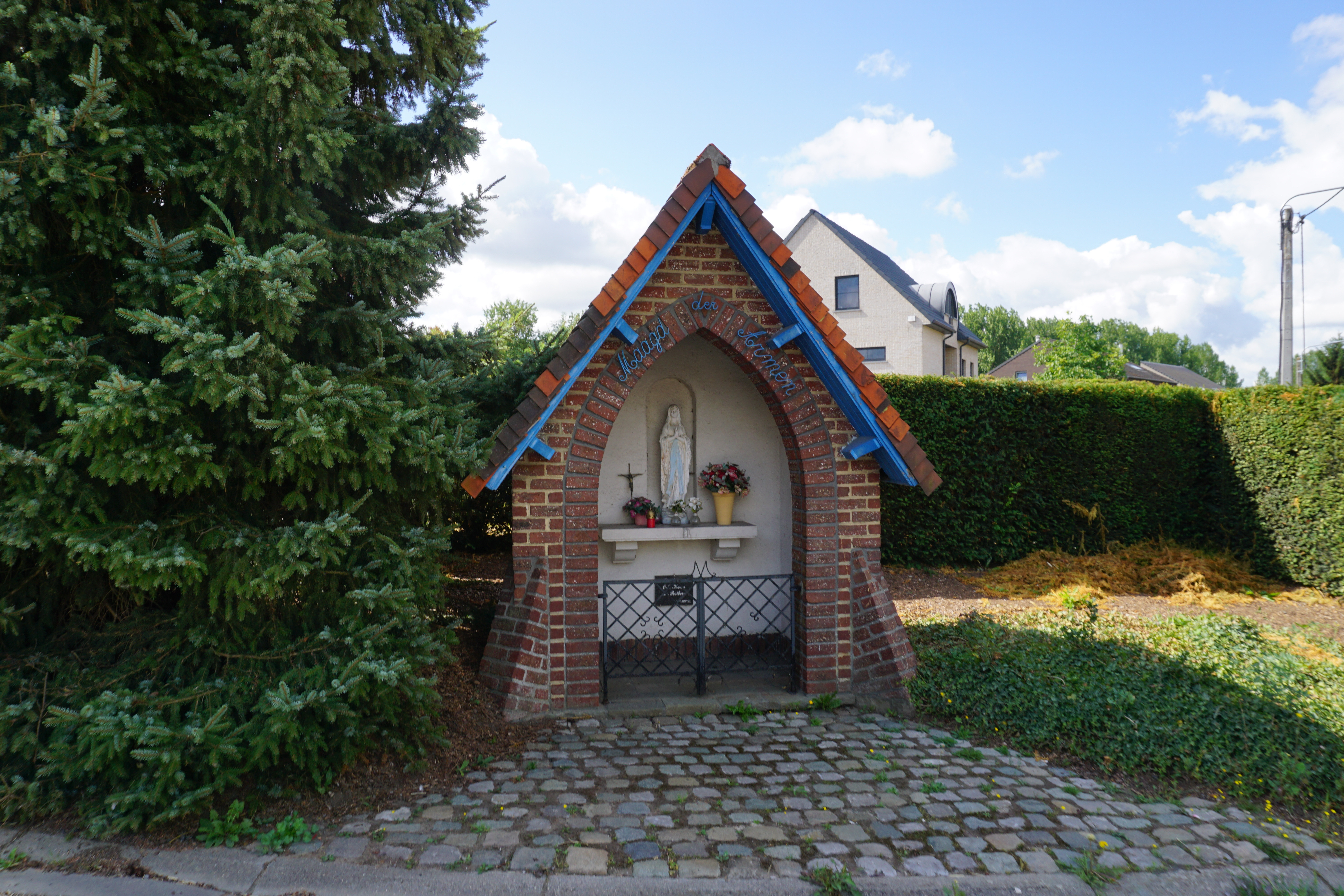
Vooraanzicht Onze-Lieve-Vrouw Ter Postberg kapel. Foto: Anne-Mie Havermans

## Historiek
Op initiatief van de vroegere Boerinnengilde werd in 1957 de pijlerkapel gebouwd door Cyriel Wauters. Om de kapel te financieren hebben de gilde en andere parochiale verenigingen fondsen verworven. Deze pittoreske kapel draagt het positivisme van de gelovige bevolking uit het midden van de 20e eeuw. 

## Architectuur
De kapel is opgetrokken in een rode baksteen en huist onder een zadeldak met elegante, platte dakpannen. De totale hoogte van de kapel bedraagt 3 m, is 2,15 m breed en heeft een diepte van 1,40 m. Zowel links als rechts wordt de kapel ondersteunt door hellende steunberen. De kapel huist onder een zadeldak met rode strakke dakpannen. De grote nis met spitsboog is gesloten met een dubbel deurtje uit gesoldeerd ijzer. Deze werd vervaardigd door Nestor Lippens. Onder het altaar hangt een votiefgave in zwart marbriet met opschrift:  
DANK AAN 
O.L.V. 
TER POSTBERG
V-V-MMVIII

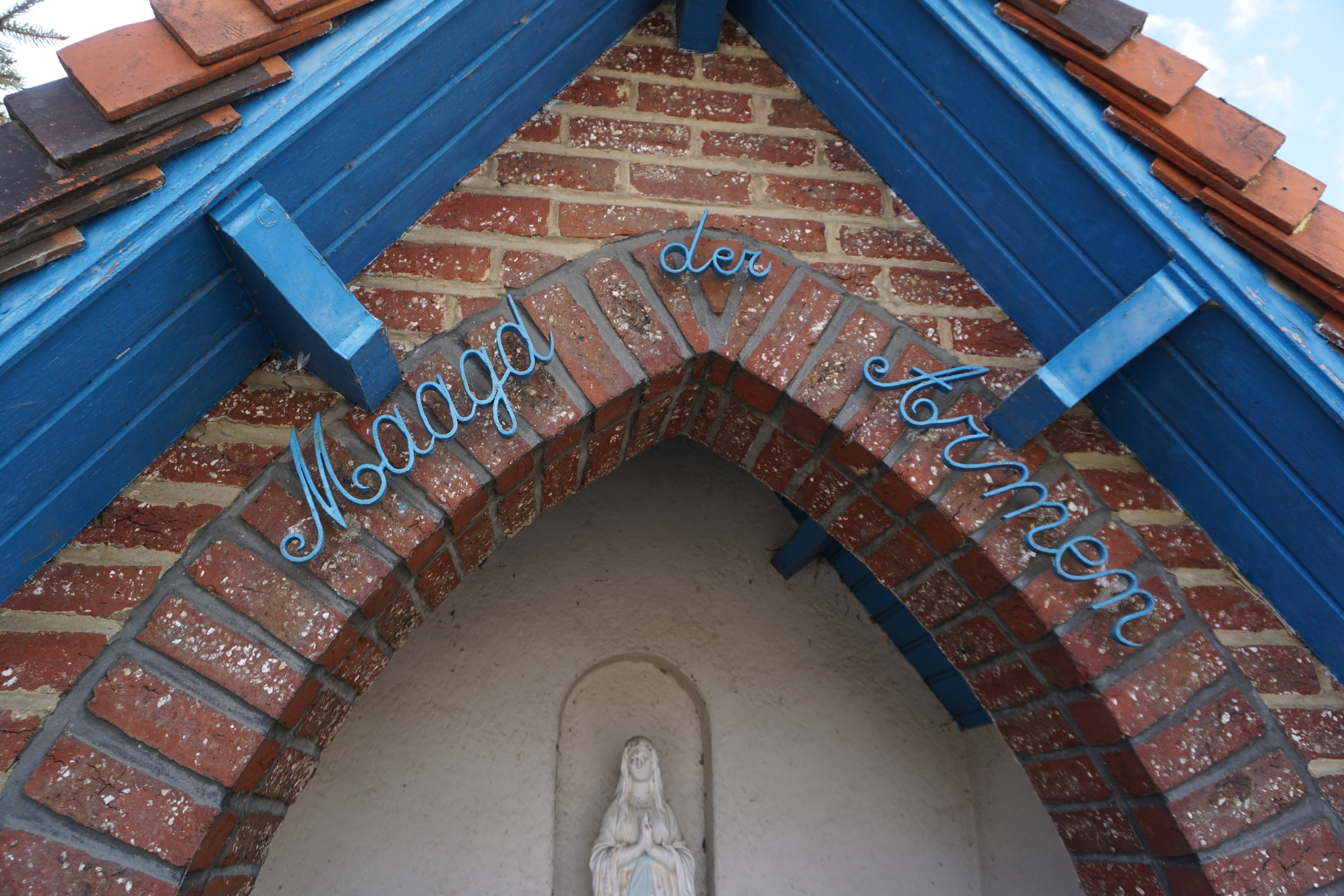
Opschrift 'Maagd der Armen'. Foto: Anne-Mie Havermans.

Het beeld van O.L.V. van Banneux was een gift van de familie Pappaert. In 2002 was dit beeld nog aanwezig, vandaag staat er een kleiner O.L.V. Lourdes beeld. De nis en het houtwerk van het dak waren toen ook lichtblauw geschilderd.  

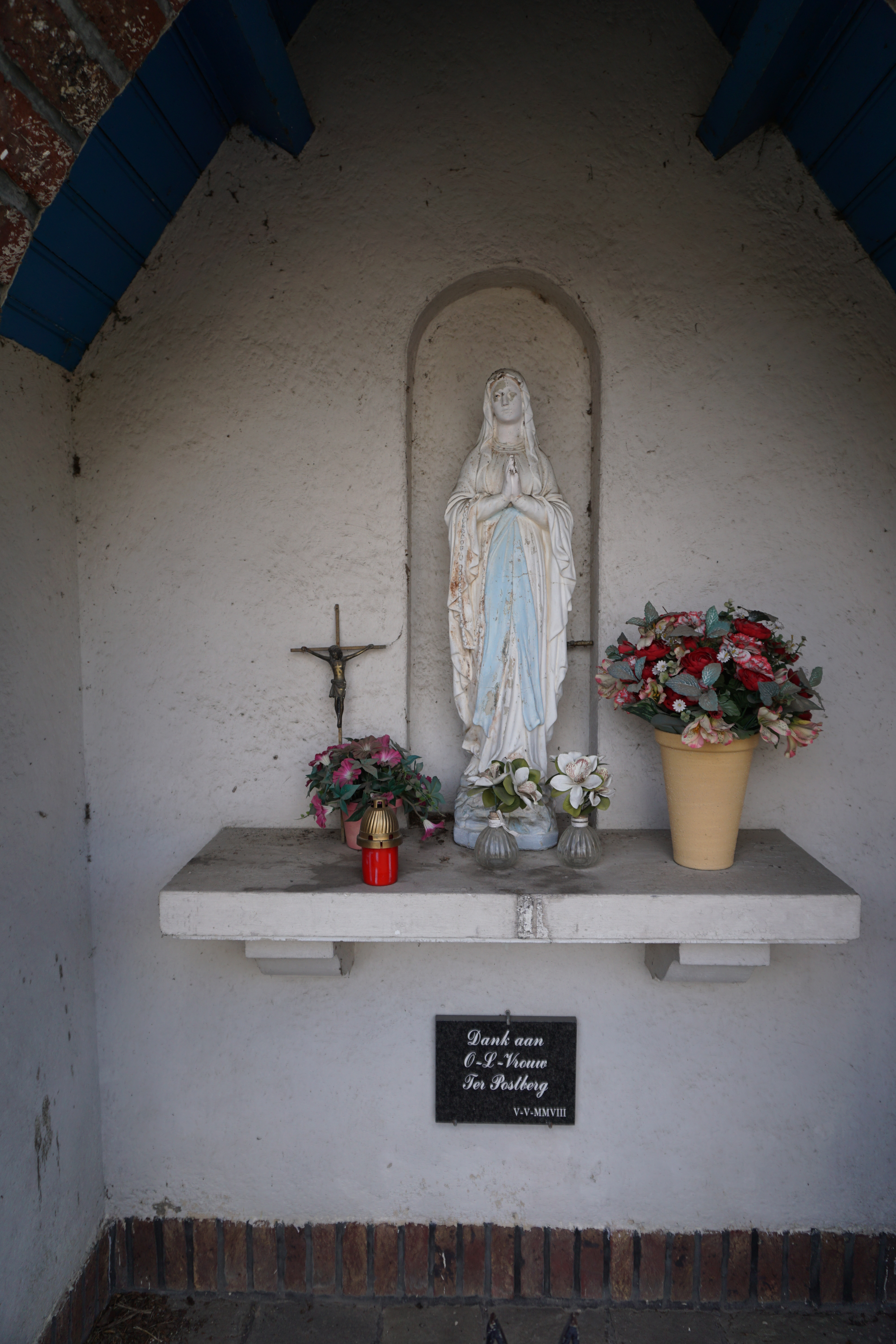
Beeld van O.L.V van Banneux. Foto: Anne-Mie Havermans.

Tijdens de jaarlijkse sacramentsprocessie wordt de kapel als rustaltaar gebruikt. Voordien werd voor deze processie, die plaats had op de Drievuldigheidszondag, een houten rustaltaar opgetimmerd. Vanaf de straat tot aan dit altaar werd een kleurrijk zandtapijt aangelegd.